# Betelpeper
Betelpeper of sirih (Indonesië) (soms afgekort tot Betel) (Piper betle) is een plant uit de familie van de peperachtigen en is vooral bekend door het gebruik van het betelkauwen (in Indonesië: het kauwen van de Sirih-Pinang).

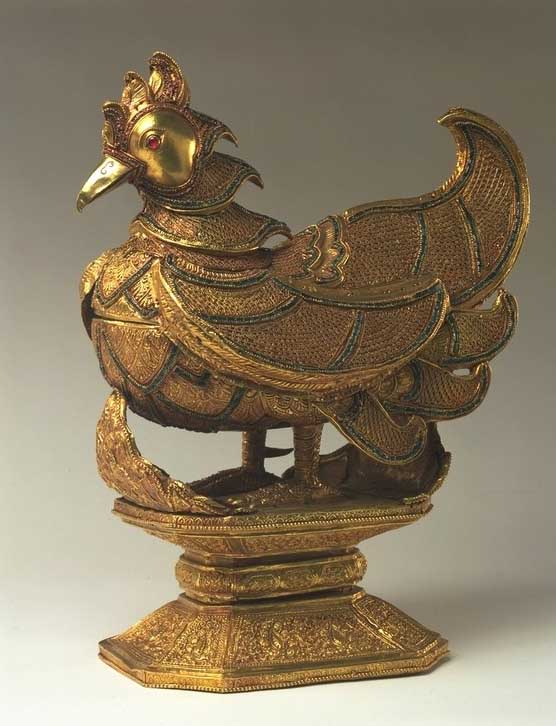
Container voor betelpeper, goud met banden van robijnen en imitatie-smaragden, met reliëfdruk en ogen van robijnen, Myanmar

De betelpeper is een kruid waarvan de bladeren medische eigenschappen hebben. Het is een meerjarige, groenblijvende klimplant met hartvormige bladeren en witte samengestelde bloemtrossen. Van origine komt de plant uit Zuid- of Zuidoost-Azië, mogelijk Maleisië. Hij komt ook veelvuldig voor in India, Sri Lanka en Indonesië. De beste variëteit van de betelpeper is de "Magahi" variant die wordt gekweekt bij Patna in Bihar, India.

## Samenstelling
De betelolie die uit de bladeren gehaald kan worden bevat betel-fenol of chavibetol (3-hydroxy-4-methoxyalkylbenzeen)

## Gebruik
- Meest bekend is het gebruik van de bladeren bij het kauwen van de Arecanoot (betelkauwen). Deze soort van gebruik is vaak diep verankerd in de oude tradities van het Verre Oosten (Oost- en Zuidoost-Azië en Micronesia).
- Betelbladeren worden ook gebruikt als stimulans, als antiseptisch middel en om de adem te verfrissen.
- In de ayurvedische geneeskunst worden de bladeren gebruikt als een afrodisiacum.
- In Maleisië wordt het gebruikt tegen hoofdpijn, artritis en pijn van de ledematen.
- In Thailand en China in gebruik tegen kiespijn.
- In Indonesië gebruikt als antibioticum.
- Wordt ook gebruikt bij darmklachten, constipatie en om de lactatie te bevorderen.

Een gerelateerde plant, Piper sarmentosum, die gebruikt wordt bij het koken, wordt wel de "wilde betelplant" genoemd.
- Indonesië : Sirih
- Engels : betel vine
- Synoniem : Chavica auriculata Miq.; Chavica betle Miq.

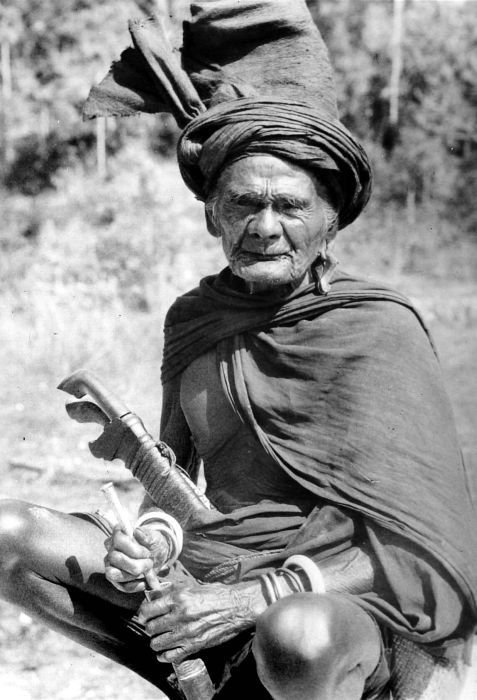
De Ratu Marapu prepareert zijn sirihpijp (Soemba 1943)